# Ivan Tchistiakov
 Ivan Mikhaïlovitch Tchistiakov  (en russe : Иван Михайлович  Чистяков), né le (14 septembre 1900 dans le village Otroubnevo du gouvernement de Tver et mort le 7 mars 1978) à Moscou, est un officier supérieur soviétique. Membre du PCUS depuis 1926. Il est élu député du 2e et 4e Soviet suprême de l'Union soviétique

## Biographie
Il entre dans l'armée en 1918. Il est diplômé de l'école des mitrailleuses en 1920. En 1936, il commande un régiment d'infanterie. En 1937, il commande une division d'infanterie. En 1939 il est adjoint du commandant d'un corps d'infanterie. En 1940, il est le chef de l'école d'infanterie de Vladivostok. En mars 1941, il commande un corps d'infanterie en Extrême-Orient.
Durant la Seconde Guerre mondiale, en novembre 1941, il commande la 64e brigade d'infanterie sur le Front occidental. En janvier 1942, il commande la 8e division de la Garde. En avril 1942, il commande le 2e Corps des Gardes sur le front de Kalinine. En septembre 1942 il commande la 1re armée des Gardes. D'octobre 1942 jusqu'à la fin de la guerre, il commande la 21e armée (Union soviétique).
Il commande la 25e armée (Union soviétique) de 1945 à 1947. Il est diplômé de l'Académie militaire supérieure de l'état-major général en 1949.
Mort à Moscou le 7 mars 1979, il est enterré au cimetière de Novodevitchi.

## Décorations
- Héros de l'Union soviétique
- ordre de Lénine
- ordre du Drapeau rouge
- ordre de Souvorov
- ordre de Koutouzov
- médaille pour la Défense de Moscou
- médaille pour la Défense de Stalingrad
- médaille pour la victoire sur l'Allemagne